# ليام إيفرت
ليام إيفرت (بالإنجليزية: Liam Everett)‏ هو رسام أمريكي، ولد في 1973 في روتشستر في الولايات المتحدة.